# Прокопьева, Прасковья Михайловна
Прасковья (Пана) Михайловна Прокопьева (1919—1944) — участница Великой Отечественной войны, лётчица 46-го гвардейского ночного бомбардировочного авиационного полка 325-й ночной бомбардировочной авиационной дивизии.

## Биография
Родилась 23 октября 1919 года в крестьянской семье в селе Березняки Нижнеилимского района Иркутской губернии.
Училась в Нижнеилимской школе, была активисткой, отличницей, в шестом классе вступила в комсомол. Окончив семилетку, Пана уехала в город Черемхово поступать в педагогическое училище, последовав примеру своей самой близкой подруги — Фаины Перфильевой.
Училась в Черемховском педучилище и ходила в аэроклуб. Там же, в Черемхово в 1930-е годы работала учителем начальных классов в черемховской школе № 25. Вскоре молодому педагогу выдали удостоверение лётчика-инструктора и направление в школу штурманов в г. Херсон. Такую возможность девушка упускать не стала. По окончании штурманской школы Пана вернулась в свою школу № 25. Потом уехала в Иркутск, работала инструктором обкома комсомола.
Когда началась Великая Отечественная война, Пана просила отправить её на фронт, но ей нашли другое применение: девушку командировали в Монголию — обучать лётчиков для фронта и перевозить гражданские грузы. Её желание воевать исполнилось только в 1943 году.
В ночь на 9 апреля 1944 года Пана и её напарница — Евгения Руднева вылетали бомбить стратегический объект в посёлке Булганак под Керчью и с задания не вернулись — на обратном пути их поймали прожекторы немецкой зенитной батареи. Самолёт был сбит.
Пана и Женя числились пропавшими без вести. После войны Евдокия Рачкевич искала их двадцать лет. Рачкевич узнала, что в парке имени Ленина в Керчи похоронена неизвестная летчица. Для полной ясности в парке провели эксгумацию и доказали, что там была похоронена Женя Руднева. Тогда Евдокия Рачкевич нашла в Керчи свидетелей падения и поняла, что как неизвестного солдата в братской могиле похоронили Пану.
Что произошло в ту ночь — удалось установить только в 1966 году. Выяснилось, что самолёт девушек был сбит над Керчью. Пана сгорела в машине, а Женю отбросило на несколько метров. Жители города обнаружили в самолёте только сапоги большого размера, решили, что это мужчина, и захоронили девушку как неизвестного солдата в братской могиле. А Женю похоронили в керченском парке имени Ленина.

## Память
- Именем Паны Прокопьевой были названы улицы в Керчи и посёлке Березняки Нижнеилимского района.
- На здании Черемховского педколледжа установлена мемориальная доска с именем и фотографией Героини[1].